# Marie Mallet
Marie Constance Mallet, född 1862, död 1934, var en brittisk brevskrivare. Hon var hovdam åt drottning Viktoria mellan 1887 och 1901. Hon förde en regelbunden korrespondens under sin anställning vid hovet, som har publicerats och utgör en källa till forskning om det viktorianska hovet.